# Johannes Anker Larsen
Johannes Anker Larsen (* 18. September 1874 in Henninge, Insel Langeland; † 12. Februar 1957 in Birkerod bei Kopenhagen) war ein dänischer Schriftsteller.

## Leben
Larsen war der Sohn eines Seemanns und studierte 1894 kurze Zeit Theologie, anschließend Recht und Philologie in Kopenhagen. 1898 verließ er die Universität. Von 1905 bis 1913 war Larsen als Journalist und Schauspieler tätig, später als Dramaturg, ab 1928 am Königlichen Theater Kopenhagen. Er veröffentlichte mehrere Romane und Novellen, auch Komödien, meist in Zusammenarbeit mit Egil Nostrup. Besonders bekannt wurde er zu seinen Lebzeiten durch seinen Roman Der Stein der Weisen, durch den er in einem dänisch-norwegischen Roman-Preisausschreiben als Sieger geehrt wurde, und durch das kleine religionspsychologische, halb autobiografische Buch Bei offener Tür.

## Bedeutung
Seine Werke, die hauptsächlich in der Zeit nach dem Ersten Weltkrieg entstanden, sind stark beeinflusst von dem Denken und den Werken Søren Kierkegaards, dem dänischen Religionsphilosophen Vilhelm Grønbechs und dem dänischen Philosophen Feilberg. Letztlich schöpft er jedoch aus der Weisheit aller großen indischen und chinesischen Lehren, der Bhagavad Gita, dem Daoismus, aber auch der gnostisch-christlichen Lehren sowie dem Gedankengut der Theosophen. Immer wiederkehrend in seinen Werken ist das Thema der Suche nach der Ewigkeit, nach dem verlorenen wahren religiösen Gefühl jenseits der klassischen etablierten Kirchen und deren Priesterschaft und die Wiederbelebung der vergessenen Fähigkeit des mystischen Schauens und Erlebens mit dem Ziel der Erleuchtung, oder in der Sprache der Bibel: die Verwirklichung des ewigen Lebens. Er sucht das mystische Erlebnis der Einheit von sichtbarer und unsichtbarer, zeitlicher und ewiger Welt zu gestalten.

## Werke

### Romane
- Karen Kruse, 1912
- Pfingstsonntag oder Pastor Nemkos Heimsuchung, 1912
- Die Bucht, 1919
- Der Stein der Weisen, 1923
- Martha und Maria, 1925
- Heiligung oder die Gemeinde die in den Himmel wächst, 1928
- Rausch, 1931
- Ich will was ich soll oder König Lear von Svendborg, 1932
- Olsens Torheit, 1941
- Hansen, 1949

### Vorträge und spirituelle Biographie
- Vom wirklichen Leben, Vorträge, gehalten in Amersfoort [1927, Berlin 1928 und Zürich 1925]
- Bei offener Tür. Ein Erlebnisbericht 1926

### Novellen
- Ein Traum (1904)
- Das Kind (1905)
- Ein Trottel (1905)
- Eingesperrt (1905)
- Eine strenge Zeit (1905)
- Geburtstagsgeschenk (1905)
- Kristian Københavner (1905)
- Spinnen (1905)
- Niels Weihnachtsabend (1905)
- Mein (1908)
- Macht (1908)
- Magdalena vom Lande (1908)
- Der Kandidat (1908)
- Eros (1918)
- Menschenauge ([1918)
- Amor und Psyche (1918)
- Anno Domini MXMVIV (1918)
- Blumen vom Paradies (1918)
- Treue (1946)
- Das Wunder (1946)
- Irrsinn (1946])
- Erfüllung (1946)
- Das Papierschiffchen, Ein Mann und eine Frau

### Theaterstücke
(teilweise in Zusammenarbeit mit Egill Rostrup)
- Der Sohn des Zeus (1935)
- Das Weib des Propheten (1935)
- Per Bunkes Vorgeschichten (1908)
- Schwarzer Peter (1913)
- Magdalena vom Lande (1912)
- Das Kind des Grafen
- Ein einziges Ding
- Niels Nielsen
- Karl der Kühne
- Karen
- Maren und Mette (1910)
- Fünfhundert Prozent (1917)